# Лунда (королевство)

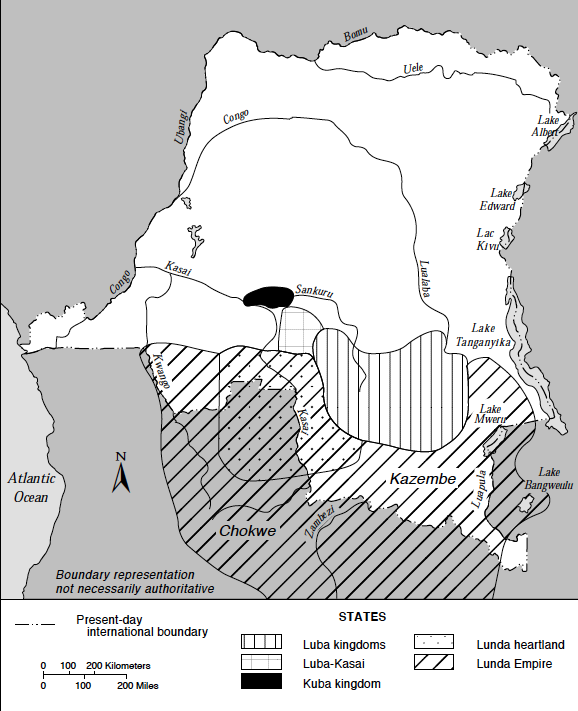
Государство Лунда на карте в 1850 году.

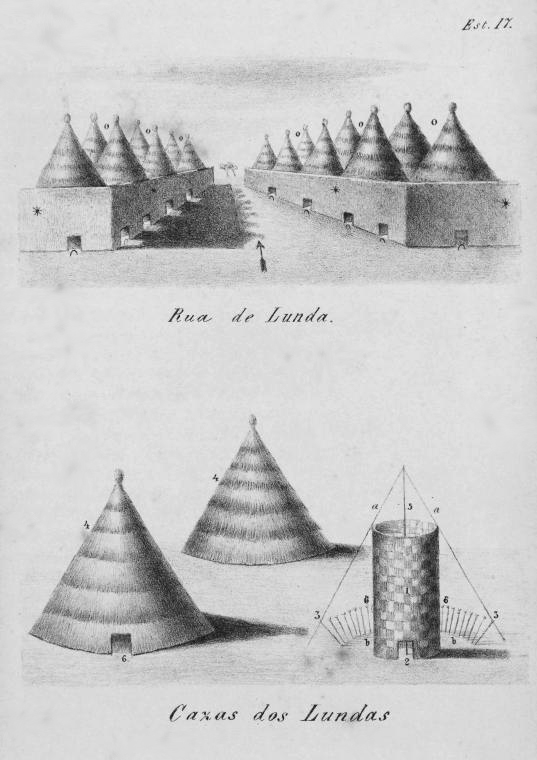
Жилища лунда (1854)

Королевство Лунда — архаичное государство, существовавшее в XVI—XIX веках на части территории современных Демократической Республики Конго, Анголы и Замбии.

## География
Государство Лунда находилось в центральной части Африканского континента, южнее экватора, между 6° и 13° ю.ш., и 18° и 29° в.д. В 1680 году площадь государства Лунда составляла около 150 тыс. км², к концу же XIX века она практически удвоилась, достигнув 345 тысяч км². Численность его населения в XIX веке была более 2 миллионов человек, преимущественно из народа лунда. В политическом отношении существовало собственно мощное государство Лунда и вассальное, платящее ему дань государство Казембе. Территория Лунда омывалась реками Касаи и Санкуру, и преимущественно была покрыта плотными зарослями кустарников.

## Политическая система
В государстве Лунда существовала абсолютная монархия, в которой верховному правителю (Муата Ямво) местные племенные вожди платили дань солью, медью, звериными шкурами, рабами, слоновой костью, ремесленными изделиями и др., а также обязаны были следовать ему в походах. Помимо Муата Ямво, высшей, сакральной властью обладала также лукокеша, некая незамужняя женщина. Муата и лукокеша были братом и сестрой, рождёнными последним Муатой от одной из своих главных жён, и затем выбирались во власть из прочих принцев и принцесс четырьмя высшими старейшинами государства. После избрания Муата и лукокеша должны были взаимно утвердить власть друг друга.
На местах властвовали племенные вожди, бывшие зачастую и жрецами местных религий, а также направляемые в регионы Муатой его представители. Как правило, королевский двор предоставлял полную власть местным правителям, пока те выказывали свою лояльность и платили дань.

## История
Столицей Лунда была Мусумба (резиденция), расположенная на равнине восточнее реки Луиза, притока Лулуа, в которой постоянно проживали от 8 до 10 тысяч человек. После смерти каждого из Муата резиденция начинала застраиваться с новой стороны. Окружённая широкой стеной (кипанга), она включала в себя жилища обоих верховных правителей — Муата Ямво и лукокеши, а также их ближайшего окружения.
В период с начала XVII и до конца XIX века государство Лунда было крупнейшим политическим и военным образованием в регионе на стыке нынешних Конго, Анголы и Замбии. Среди союзных государственных образований у него было соседнее Государство Луба — с тех пор, как Лвейи, дочь верховного вождя лунда, вышла замуж за Чибанда Илунга, сына первого короля луба, Калала Илунга. В этот период целый ряд подчинённых державе Лунда племён колонизовали территории, находившиеся далеко за её пределами, что значительно увеличило владения королевства. В период наибольшего расширения территория королевства Лунда простиралась от озера Танганьика на востоке и вплоть до районов у побережья Атлантического океана. В XIX веке Муата Ямво мог выставить армию, состоявшую из 175 тысяч воинов. Затем в регионе наступило преобладание народа чокве. В конце XIX — начале XX веков на территории Лунда пришли европейские колонизаторы.
По итогам Берлинской конференции (1884) территория государства Лунда была разделена между Португальской Анголой, контролируемым бельгийцами Свободным государством Конго и британской Северной Родезией.

## Экономика
В хозяйственной жизни важным занятием для жителей Лунда было речное рыболовство и охота, имевшая также ритуальное значение. Женщины выращивали овёс, маис, батат, ямс, бобы, табак и др. С конца XVII века были налажены торговые связи между территориями Лунда и Шаба. Развивалась также торговля рабами и слоновой костью.

## Религия
В религиозном отношении лунда были анимистами, почитавшими духов предков. Они считали, что духи способны были совершать как добрые, так и злые поступки, и для поклонения им совершались групповые ритуалы. В то же время у лунда существовало и высшее божество, сотворитель Вселенной Нзамби, однако напрямую со своими просьбами и молениями к нему не обращались. Важную роль в духовной жизни народа играли прорицатели и гадалки. При смене верховного правителя в резиденции традиционно высаживались деревья, символизировавшие предков нового короля.